# 157. п. н. е.

## Рођења
- Гај Марије, римски војсковођа и државник.